# Maliuc
Maliuc là một xã thuộc hạt Tulcea, România. Dân số thời điểm năm 2002 là 1054 người.